# 池田草庵

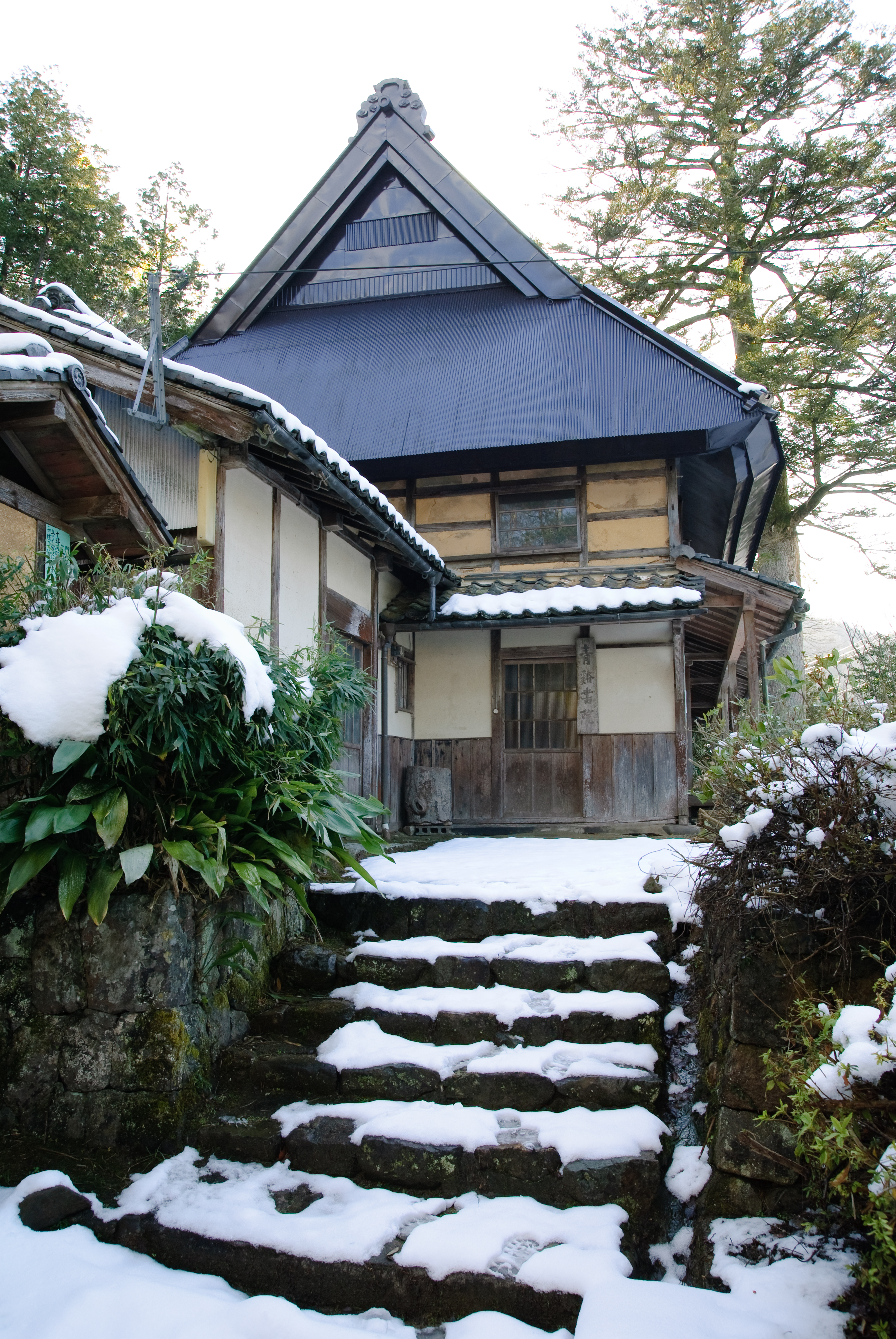
青谿書院（兵庫県養父市八鹿町）

池田 草庵（いけだ そうあん、文化10年7月23日（1813年8月18日） - 明治11年（1878年）9月24日）は、江戸時代末期の儒学者。通称は禎蔵。幼名、歌也。但馬聖人と称えられた。

## 来歴

### 幼少期
但馬国養父郡宿南村（現在の兵庫県養父市八鹿町宿南）の組頭・池田孫左衛門の三男として生まれる。幼少期に母と死別。

### 出家
文政6年（1823年）、但馬の高野山と呼ばれた名刹・満福寺に入り、第53世住職・弘実（不虚）上人の弟子となる。老師は弘元上人。僧名は「弘補（こうほ）」。字は「法雄（ほうゆう）」と名乗った。

### 学僧・弘実上人の薫陶を受ける
弘実上人はこの時期、『老子』、『荘子』、『韓非子』、『荀子』、『春秋左伝』、『書経』、『四書』などをはじめとする儒学の本81冊を購入し門弟の指導にあたっている。また、弘実上人は、自らも『仏法太平鑑』、『秘密要鑑』、『悉曇章相承口説』、『真言律行問答』等を著す学に秀でた高僧であった。満福寺は空海の開いた学校「綜藝種智院」の教義に則り仏教（真言宗）と儒学を教えていた。これは「内典（密教）と外典（儒教）の目指す方向は同じで、到達点も同じである」とする考え方によるもので、満福寺においても儒学は必須科目の一つであった。弘実上人は、広谷村の大庄屋・大橋惣右衛門家に京都の儒学者・相馬九方（そうま きゅうほう）が滞在していることを知り、天保元年（1830年）、門弟に儒学の講義を学ばせたが、草庵は、次第に仏教よりも儒学に興味を示し出山を願い出た。しかしこれは、仏・儒を共に学ぶという考え方からは隔たったものであり聞き入れられず、ついに天保2年（1831年）、草庵は寺を出奔し還俗、九方を追って京都へ向かった。その為、満福寺には、修行が達成したら草庵に与えられるはずであった『中院流傳授目録併聞書・弘補』が今も残されている。

### 出奔以降
僧名の「弘補（こうほ）」を改めて「池田禎蔵」と名乗り、京都で九方に入門。学問に励む。
次第に儒者として名声が高まるや、郷里から地元の教育に尽して欲しいとの要望が高まり、天保14年（1843年）、請われて郷里に戻り、弟子の教育を始めた。最初の門人には北垣国道、原六郎ら後に大成した人物がいた。弘化4年（1847年）、私塾「青谿書院」（せいけいしょいん）を開き子弟共々共同生活を行い知識と実行を兼ね備えた人間の育成を目指した。
大正4年（1915年）、従四位を追贈された。

## 師匠
- 弘元上人（満福寺 第50世/第52世住職）
- 弘実（不虚）上人（満福寺 第53世住職）
- 相馬九方

## 法兄
- 弘融上人（第57世・満福寺住職）

## 主な門下生
- 森周一郎 - 私塾「味道館」設立者
- 河本重次郎 - 日本近代眼科の父
- 浜尾新 - 東大総長
- 北垣国道 - 京都府知事、北海道庁長官
- 原六郎 - 実業家、横浜正金銀行頭取、明治財界の大立者

## 補註
1. ↑  上田正昭、津田秀夫、永原慶二、藤井松一、藤原彰、『コンサイス日本人名辞典 第5版』、株式会社三省堂、2009年 84頁。
2. 1 2 3 4 5  『但馬高野 満福寺・池田草庵の実像』明楽弘信著、平成25年
3. 1 2 3  『但馬高野 満福寺・真言宗の教えと陽明学』明楽弘信著、平成28年
4. ↑  『維馨傳書(いけいでんしょ)』
5. ↑  田尻佐 編『贈位諸賢伝 増補版 上』（近藤出版社、1975年）特旨贈位年表 p.35